# Katecholaminy

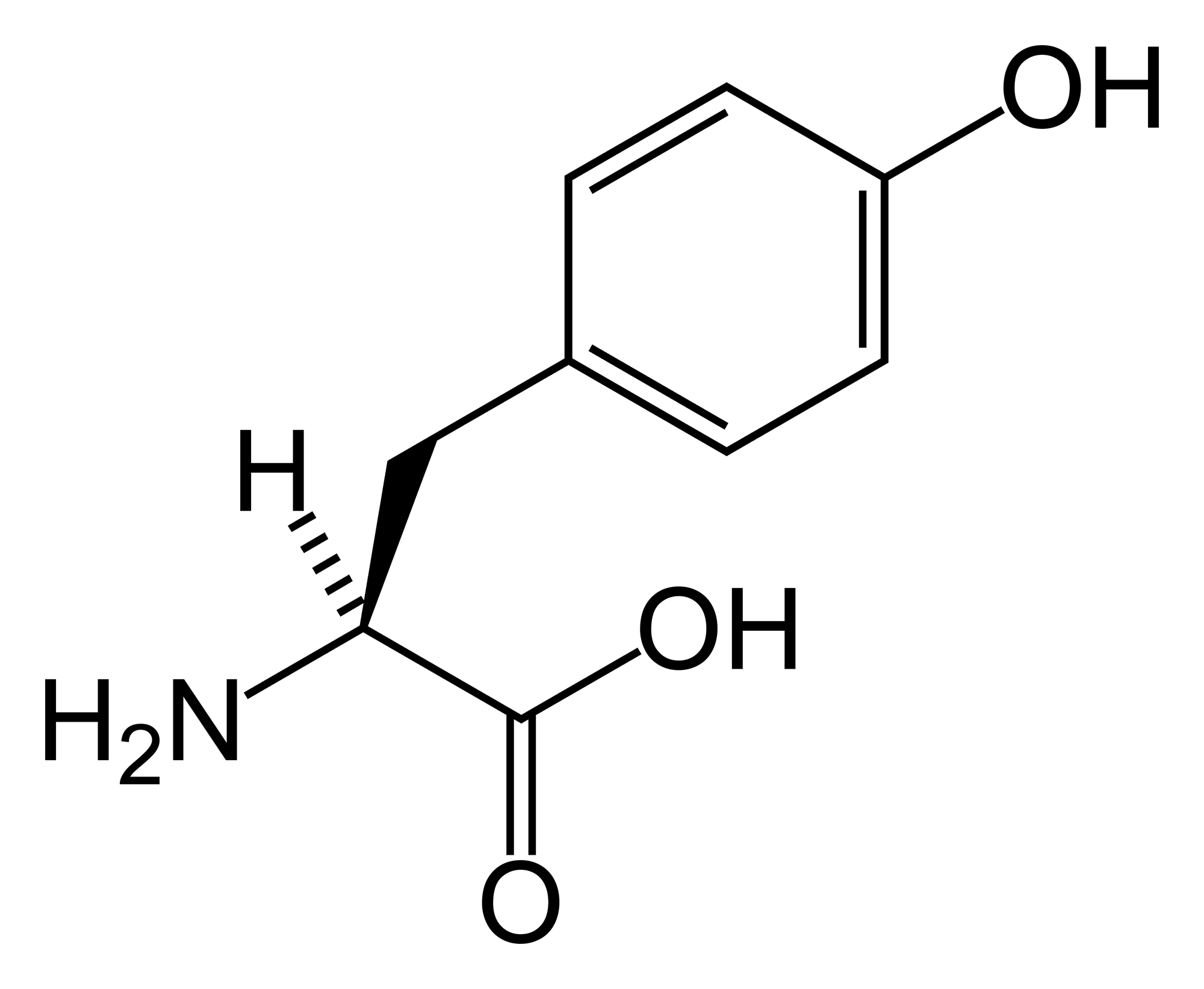
Tyrozyna jest prekursorem katecholamin.

Adrenalina

Noradrenalina

Dopamina

Katecholaminy – organiczne związki chemiczne, pochodne aminokwasu – tyrozyny. Niektóre z nich to aminy biogenne. 
Katecholaminy są rozpuszczalne w wodzie i w 50% krążą we krwi związane z białkami osocza. W największym stężeniu występują adrenalina, noradrenalina i dopamina, które są produkowane głównie przez rdzeń nadnerczy, oraz pozazwojowe włókna układu sympatycznego. Adrenalina działa jak neurotransmiter w centralnym systemie nerwowym, a także jako hormon regulujący krążenie krwi. 
Noradrenalina jest głównie neurotransmiterem w obwodowej części układu sympatycznego, ale występuje również w krwi, dzięki zjawisku wyciekania z synaps. Ważną katecholaminą jest również izoprenalina, syntetyczna pochodna adrenaliny nie występująca w organizmie. 
Wysoki poziom katecholamin we krwi wiąże się ze stresem, który może być wywołany jako reakcja psychologiczna, bądź może powstać w odpowiedzi na stresory środowiskowe, takie jak hałas czy intensywne światło. Katecholaminy wywołują ogólne reakcje organizmu, które przygotowują ciało do wysiłku fizycznego związanego z walką lub ucieczką. Typowe efekty działania to: podniesienie ciśnienia krwi, przyspieszenie akcji serca, a także podniesienie poziomu glukozy we krwi. Niektóre leki, jak centralne inhibitory COMT, podnoszą poziom katecholamin.
Katecholaminy posiadają strukturę pierścienia benzenowego z dwiema grupami hydroksylowymi i bocznym łańcuchem etylowym połączonym z końcową grupą aminową. Okres biologicznego półtrwania katecholamin znajdujących się we krwi wynosi kilka minut.

## Wytwarzanie i przemiany

### Synteza
Katecholaminy są wytwarzane z L–tyrozyny. Jej głównym źródłem jest białko pokarmowe, a także fenyloalanina (ulegająca hydroksylacji w wątrobie). 
Po wprowadzeniu grupy wodorotlenowej do pozycji orto pierścienia benzenowego powstaje 1–3,4–dihydroksyfenyloalanina (DOPA). Reakcja ta przebiega w mitochondriach przy udziale hydroksylazy tyrozynowej, 6–metylo–tetrahydropterydyny, NADPH, tlenu cząsteczkowego i aktywatora w postaci jonów dwuwartościowego żelaza.
DOPA ulega dekarboksylacji w cytoplazmie do dopaminy (3,4–dihydroksyfenyloetyloaminy). Reakcja zachodzi przy udziale DOPA-dekarboksylazy (dekarboksylaza aromatycznych 1–aminokwasów) oraz fosforanu pirydoksalu.
Dopamina jest pobierana do ziarnistości komórkowych, gdzie jej łańcuch boczny ulega utlenieniu dzięki β–hydroksylazie do 1–noradrenaliny. Reakcja zachodzi przy udziale jonów miedzi, tlenu cząsteczkowego, kwasu askorbinowego i kwasu fumarowego. 
Noradrenalina w cytoplazmie komórek chromochłonnych rdzenia nadnerczy, narządu Zuckerkandla i niewielkiej ilości komórek w sercu i mózgu ulega przekształcenia do adrenaliny. Proces polega na przeniesieniu grup metylowej z S–adenozynometioniny na grupę aminową noradrenaliny, przy udziale N–metylotransferazy. 
Katecholaminy regulują własną syntezą na zasadzie ujemnego sprzężenia zwrotnego, poprzez wpływ na hydroksylazę tyrozynową i β–hydroksylazę dopaminy. Wpływ na syntezę mają również ACTH, hormony kory nadnerczy, prostaglandyny E, angiotensyna II i bradykinina.

### Magazynowanie
Katecholaminy są magazynowane w pęcherzykach ziarnistych znajdujących się w dystalnych częściach neuronów. Owe pęcherzyki ziarniste mogą wychwytywać krążącą dopaminę, noradrenalinę i adrenalinę, a także, dzięki obecności β–hydroksylazy, produkować noradrenalinę. W ziarnistościach zgromadzonych jest 2/3 ogólnej zawartości katecholamin; pozostała część znajduje się w cytoplazmie. Aminy katecholowe w ziarnistościach są wiązane z ATP (w stosunku 1:4 – na jedną cząsteczkę ATP przypadają cztery cząsteczki katecholamin), RNA i chromograniną A. Owe połączenia chronią katecholaminy przed rozkładem. 
Wyróżnia się 2 typy pęcherzyków ziarnistych. W mniejszych pęcherzykach magazynowane są wolne katecholaminy, szybko uwalniane pod wpływem pobudzenia nerwowego. W większych pęcherzykach gromadzona jest większa część amin; jest to pula magazynująca. 
W rdzeniu nadnerczy magazynowana jest głównie adrenalina, podczas gdy w pozazwojowych zakończeniach nerwowych – noradrenalina.

### Rozkład
W procesie rozkładu KA (katecholaminy) biorą udział dwa enzymy:
- MAO (monoaminooksydaza),
- COMT (katecholotlenometylotransferaza).